# Arkadiusz Piech
Arkadiusz Piech (Świdnica, 7 giugno 1985) è un calciatore polacco, attaccante del Piast Nowa Ruda.

## Carriera

### Nazionale
Tra il 2011 ed il 2012 ha giocato complessivamente 4 partite con la maglia della nazionale polacca.

## Palmarès

### Club

#### Competizioni nazionali
- Coppa di Polonia: 1

Legia Varsavia: 2014-2015
- Supercoppa di Cipro: 2

Apollōn Limassol: 2016, 2017
- Coppa di Cipro: 1

Apollōn Limassol: 2016-2017